# Ophiorrhiza acuminatissima
Ophiorrhiza acuminatissima là một loài thực vật có hoa trong họ Thiến thảo. Loài này được Korth. mô tả khoa học đầu tiên năm 1851.